# Koolimäe
Koolimäe (Duits: Koolimaa) is een plaats in de Estlandse gemeente Haljala, provincie Lääne-Virumaa. De plaats heeft 4 inwoners (2021) en heeft de status van dorp (Estisch: küla).
Tot in 2017 hoorde Koolimäe bij de gemeente Vihula. Die ging in dat jaar op in de gemeente Haljala.
Koolimäe ligt aan de Baai van Koolimäe (Estisch: Koolimäe laht), een onderdeel van de Finse Golf. Op het grondgebied van het dorp ligt een zwerfsteen, de Ojakivi, ook wel Sagadi kivi of Võsu rändrahn genoemd, naar Sagadi en Võsu, twee plaatsen in de nabijheid. De steen heeft een lengte van 11,6 meter, een breedte van 10 meter en een hoogte van 2,5 meter bovengronds, maar de steen heeft ook een ondergronds deel. De totale hoogte is 6 meter. De steen kan worden beklommen met een ladder. De naam betekent ‘Beeksteen’; de steen ligt in de buurt van de beek Koolimäe oja.

## Geschiedenis
De naam Koolimäe betekent ‘Schoolheuvel’. Het is niet duidelijk hoe de plaats aan die naam komt; ze heeft nooit een school gehad. Koolimäe werd in 1671 voor het eerst genoemd onder de naam Kolimah. In 1699 en 1796 heette de plaats Kohlma en in 1871 Kolimae. Ze lag op het landgoed Saggad (Sagadi).

## Foto's

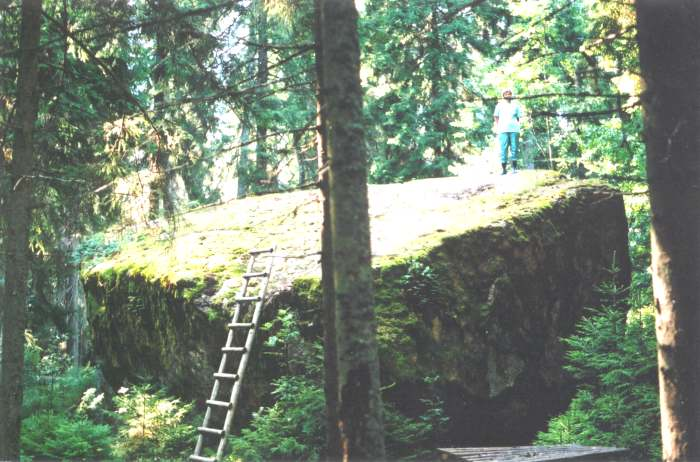
De Ojakivi
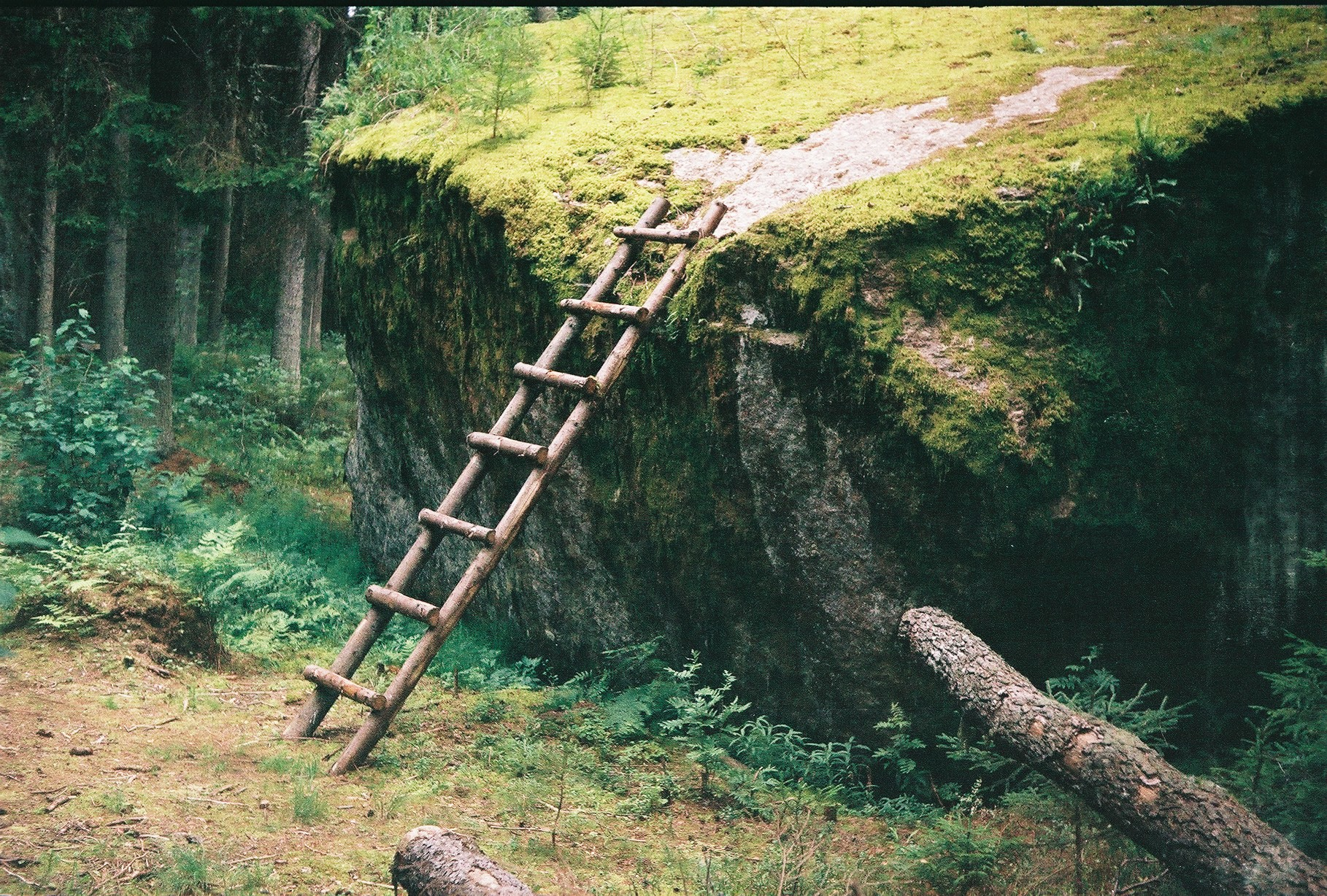
De Ojakivi, detail